# Суглобов, Дмитрий Николаевич
Дмитрий Николаевич Суглобов (28 декабря 1930 — 26 ноября 2019) — советский и российский радиохимик, лауреат Государственной премии СССР (1986) и премии имени В. Г. Хлопина РАН.
Родился 28 декабря 1930 г. в Ленинграде.
Окончил химический факультет Ленинградского государственного университета (1953).
С 1958 г. и до последних дней работал в Радиевом институте им. В. Г. Хлопина в должностях от старшего лаборанта до начальника лаборатории и сектора.
Защитил кандидатскую (1961) и докторскую (1970) диссертации:
- Исследование комплексообразования в органических растворах уранилнитрата : диссертация … кандидата химических наук : 02.00.00. — Ленинград, 1961. — 152 с. : ил.
- Исследования в области химии неводных растворов солей уранила : диссертация … доктора химических наук : 02.00.00. — Ленинград, 1970. — 262 с. : ил.

Доктор химических наук, профессор. Научные интересы:
- экстракционная химия радиоэлементов,
- химия актинидов и продуктов деления в неводных растворах,
- координационная химия и фотохимия актинидов,
- химия карбонилов технеция,
- химия летучих соединений радиоэлементов,
- спектроскопия, структурная химия,
- получение новых катализаторов,
- миграция радионуклидов в почвах и ряд других направлений.

Лауреат Государственной премии СССР (1986 — за цикл работ «Соединения металлов в ранее не известных состояниях окисления, исследование их свойств и применение» (1967—1984)) и Премии им. В. Г. Хлопина РАН (1995 — за цикл работ «Летучие комплексы f-элементов (уран, нептуний, плутоний) и технеция»).
Заслуженный деятель науки Российской Федерации.
Сочинения:
- Летучие органические и комплексные соединения f-элементов / Д. Н. Суглобов, Г. В. Сидоренко, Е. К. Легин. — М. : Энергоатомиздат, 1987. — 208,[1] с. : ил.; 21 см.